# Tsunami
Tsunami (с англ. — «Цунами») — американская инди-рок-группа из Арлингтона, штат Вирджиния, образованная в конце 1990 года соседками по дому Дженни Туми и Кристин Томсон для выступления на новогодней вечеринке. Они пригласили бывшего соседа по дому Джона Пеймера играть на барабанах, а также Эндрю Уэбстера из Bricks и предыдущей группы Дженни Geek, чтобы завершить состав.
Они выпустили полноформатные Deep End (1993), The Heart's Tremolo (1994) и более украшенный A Brilliant Mistake (1997), а между двумя последними выпустили World Tour and Other Destinations, диск, собравший большую часть их обширного неальбомного материала. Tsunami взяли перерыв в 1998 году, а также закрыли высоко оцененный лейбл Simple Machines, на котором издавались записи группы и некоторых коллег по сцене. Группа воссоединилась для выступлений на Ladyfest в 2002 и 2003 годах и вернулась на сцену в 2023 году, чтобы помочь отпраздновать 20-летие Numero Group, лейбла, который тщательно антологизировал записи Tsunami в альбоме Loud Is As (2024).

## Дискография
Альбомы
- Deep End (Simple Machines, 1993)
- The Heart's Tremolo (Simple Machines, 1994)
- World Tour & Other Destinations (Simple Machines, 1995)
- A Brilliant Mistake (Simple Machines, 1997)
- Loud Is As (Numero, 2024)

Синглы
- "Headringer" (Simple Machines, 1991)
- "Genius of Crack" (Homestead Records, 1991)
- "Teriyaki Asthma vol.7" (C/Z Records, 1992)
- "Beautiful Arlington" (IV (Australia), 1992)
- "Diner" (Simple Machines, 1993)
- "Matchbook" (Simple Machines, 1993)
- "Be Like That" (Simple Machines, 1994)
- "Poodle/Old City" (Simple Machines, 1997)